# Efeitos do álcool na saúde
Em relação aos efeitos do álcool na saúde, segundo a Organização Mundial de Saúde (OMS), estudos apontam que o "consumo baixo ou moderado de álcool" resulta em uma redução no risco de doenças coronárias e diabetes ao cancro. Porém, a OMS adverte que "outros riscos para a saúde e o coração associados ao álcool não favorecem uma recomendação geral de seu uso".
Foi comprovado que o consumo não moderado de álcool está associado a um maior risco de doença de Alzheimer e outras doenças senis, angina de peito, fraturas e osteoporose, diabetes, úlcera duodenal, cálculo biliar, hepatite A, linfomas, pedras nos rins, síndrome metabólica, câncer no pâncreas, doença de Parkinson, artrite reumática e gastrite. O consumo não moderado também pode dificultar a memória e o aprendizado, e até piora a pontuação em testes de QI.
Todavia, um estudo sobre vinhos publicado na American Journal of Clinical Nutrition descobriu que vinhos sem álcool possuem os mesmos benefícios do vinho comum, e que o álcool pode reduzir os benefícios. Acredita-se que sejam os flavonoides presentes no vinho da uva que protegem contra doenças do coração e alguns tipos de câncer. Eles aceleram o sangue durante o consumo de bebida.[carece de fontes?] Porém, um estudo recente veio demonstrar que o consumo de álcool é culpado por mais casos de cancro do que se julgaria. Segundo o estudo, mais de 2600 casos de câncer da mama e quase 1300 casos de câncer da boca estariam relacionados com o hábito do consumo de álcool na Austrália.
Nem todos os animais possuem o organismo resistente ao alcoolismo.
Pesquisas recentes sobre os efeitos do álcool no cérebro de adolescentes mostram que essa substância, consumida num padrão considerado nocivo, afeta as regiões responsáveis por habilidades como memória, aprendizado, autocontrole e principalmente a capacidade motora.
Hipocampo

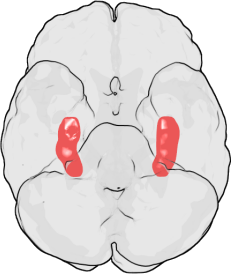
Localização do hipocampo.

O hipocampo está ligado aos processos de memorização e aprendizado. Experimentos com ratos realizados na Universidade Duke, nos Estados Unidos, mostraram que, em cobaias adolescentes, o álcool tornou mais lenta do que em espécimes adultos a atividade dos neurônios envolvidos na formação de novas memórias. Conforme foi aumentada a dosagem de álcool, a atividade cessou completamente.
Em adolescentes humanos, isso pode ser a explicação para os lapsos de memória durante o abuso do álcool. Antigamente, pensava-se que essa situação ocorria apenas em adultos.
Lobo frontal

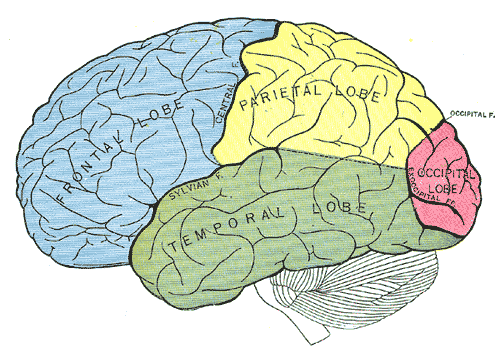
Lobos cerebrais: a região de cor azul é onde encontra-se o lobo frontal.

O lobo frontal está ligado à concentração, ao planejamento e à iniciativa; essa área é essencial para qualquer pessoa controlar o impulso e medir as consequências de seus próprios atos.
Um estudo realizado na Universidade da Carolina do Norte submeteu ratos ao equivalente a quatro dias de intensa bebedeira. O dano cerebral nas cobaias adolescentes foi duas vezes maior do que nas adultas. Com base nisso, conclui-se que o consumo de álcool em larga escala na adolescência pode levar o adolescente, na fase adulta, a ter dificuldades para, entre outras coisas, tomar decisões e definir o que é certo ou errado para si.